# マシュー・ウィテカー
マシュー・ジョージ・ウィテカー（英語: Matthew George Whitaker）は、アメリカ合衆国の政治家、外交官、元検事。第2次トランプ政権にてNATOアメリカ合衆国代表を務めている。

## 経歴
アイオワ大学ロースクール卒業。
2004年、ジョージ・W・ブッシュ大統領によってアイオワ州南部の連邦検事に任命される。2009年11月、同職を辞任。

### 政治家として
2014年、アイオワ州から連邦上院議員を目指すも、予備選挙で得票は11,909票（7.54%）の4位であり、破れた。
2017年9月22日、司法長官首席補佐官に任命され、ジェフ・セッションズを補佐した。
2018年11月7日、セッションズの辞任に伴い、ウィテカーは司法長官代行に任命された。任命に際して、多くの法学者が、ウィテカーがセッションズの首席補佐官から司法長官代行に昇進したことは、大統領に直接報告する政府職員は上院の承認を受けなければならないと定めた米国憲法の任命条項に違反していると述べた。
2024年11月20日、大統領選挙に勝利したトランプはNATOアメリカ合衆国代表にウィテカーを指名した。
2025年4月1日、米上院本議会はウィテカーをNATOアメリカ合衆国代表に充てる人事を賛成多数で承認した。同年4月3日、NATOアメリカ合衆国代表に着任。